# Suzanne Chaisemartin
Suzanne Chaisemartin /syˈzan ʃɛzmaʀˈtɛ̃/ (Choisy-le-Roi, 7 febbraio 1921 – Parigi, 7 luglio 2017) è stata un'organista e insegnante francese.

## Biografia
Nata da un padre architetto e una madre pianista, ricevette le prime lezioni di pianoforte dalla sorella più grande (primo premio di pianoforte nella classe di Yves Nat). Proseguì poi con Madame Chaumont, ottenendo poi una prima medaglia di solfeggio nella classe di Madame Massait al Conservatorio di Parigi.
Presentata a Marcel Dupré nel 1939, studiò privatamente con lui e vinse un primo premio in organo e in improvvisazione al conservatorio di Parigi nel 1947.
Appena terminati gli studi iniziò una carriera di concertista che la portò un po' dappertutto in Europa e negli Stati Uniti. Diede più di 900 concerti d'organo e fu inoltre solista a Radio France.
Nominata nel 1949 titolare del grande organo Barker/Cavaillé-Coll della Chiesa di Sant'Agostino di Parigi, succedendo ad André Fleury, diventerà titolare onoraria dopo la pensione nel 1997.
All'inizio della carriera sostituì spesso il suo maestro Marcel Dupré a Saint-Sulpice durante le sue numerose tournée all'estero. In seguito, sarà ancora ascoltata spesso a quest'organo.
Supplente nel 1955 di Rolande Falcinelli al conservatorio di Parigi, vi divenne professoressa assistente nel 1971 fino al 1986.
Suzanne Chaisemartin insegnò inoltre all’École normale de musique de Paris (1956) e al Conservatorio di Digione dal 1971 al 1989.

## Scritti
- Journal (1934–1946), L’Orgue: Bulletin des Amis de l’Orgue 287–288 (2009), p. 64–247.

## Discografia
Suzanne Chaisemartin ha realizzato numerose incisioni discografiche dedicate principalmente a Johann Sebastian Bach, Felix Mendelssohn, Robert Schumann, Franz Liszt, Johannes Brahms, Alexandre Guilmant, Charles-Marie Widor, Eugène Gigout, Marcel Dupré e Jean Langlais.

## Onorificenze
- Cavaliere della Legion d’onore
- Cavaliere dell'Ordine nazionale al merito
- Ufficiale dell'Ordine delle arti e delle lettere
- Cavaliere dell'Ordine delle Palme accademiche